# Volvo ÖV 4

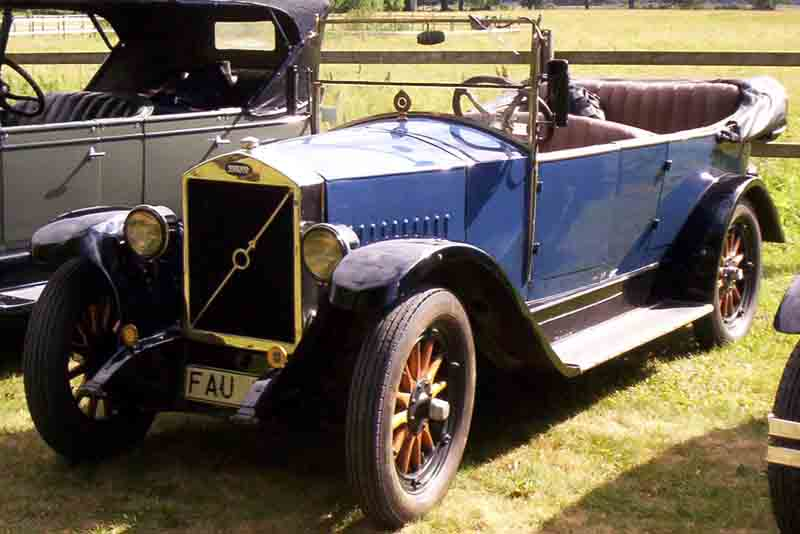
Volvo ÖV4 Touring 1928

El ÖV4 o "Jakob" es el primer modelo producido por el fabricante de automóviles de nacionalidad sueca Volvo. El primer coche de este modelo sale de la línea de montaje de la planta de nombre Lundby, el 14 de abril de 1927. "Jakob" es un nombre no oficial dado al ÖV4, ya que en realidad era el apodo de un prototipo del coche.
 
Era un auto simple, abierto con cuatro plazas, equipado con un motor Penta de 4 cilindros y 28 CV y una caja de tres velocidades. También estaba disponible como pick-up. Desde 1928, Volvo ofrece el frenado en las cuatro ruedas como opción. Cerca de 275 ÖV4 fueron vendidos entre 1927 y 1929.
El ÖV4 (descubierto) y PV4 (cerrado) quedaron rápidamente obsoletos. Fueron sustitídos por el PV651 en 1929. OV es la abreviatura de Vagn Oppen, coche abierto en sueco. El 4 significa que tiene cuatro asientos.